# Hazleton (Indiana)
Hazleton es un pueblo ubicado en el condado de Gibson en el estado estadounidense de Indiana. En el Censo de 2010 tenía una población de 263 habitantes y una densidad poblacional de 304,94 personas por km².

## Geografía
Hazleton se encuentra ubicado en las coordenadas 38°29′21″N 87°32′26″O / 38.48917, -87.54056. Según la Oficina del Censo de los Estados Unidos, Hazleton tiene una superficie total de 0.86 km², de la cual 0.86 km² corresponden a tierra firme y (0%) 0 km² es agua.

## Demografía
Según el censo de 2010, había 263 personas residiendo en Hazleton. La densidad de población era de 304,94 hab./km². De los 263 habitantes, Hazleton estaba compuesto por el 97.34% blancos, el 2.28% eran afroamericanos, el 0% eran amerindios, el 0% eran asiáticos, el 0% eran isleños del Pacífico, el 0% eran de otras razas y el 0.38% pertenecían a dos o más razas. Del total de la población el 0.38% eran hispanos o latinos de cualquier raza.